# 케이 크리스토퍼

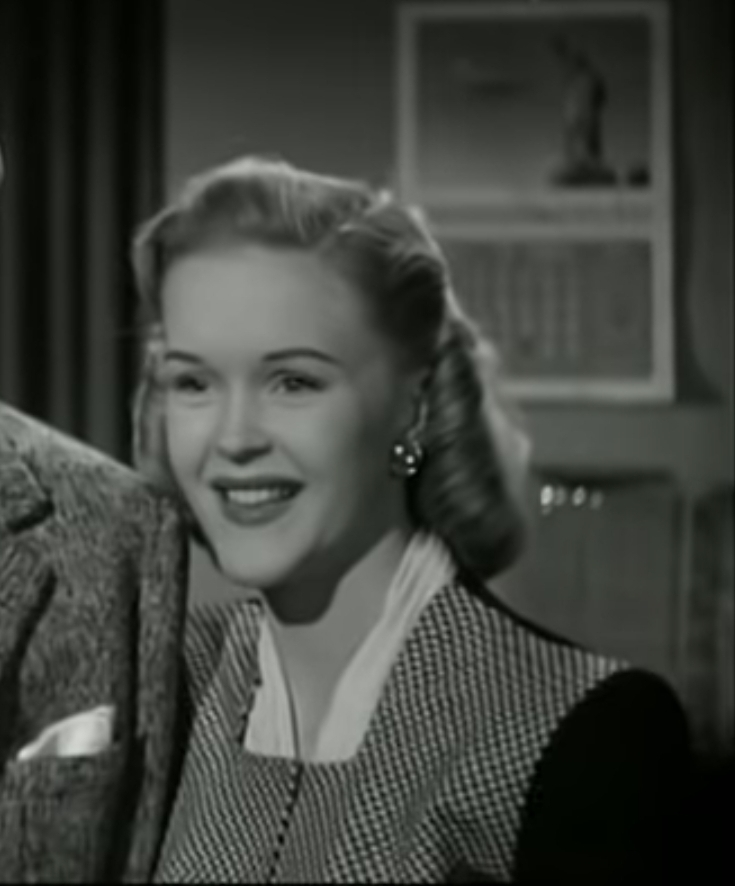

케이 크리스토퍼(Kay Christopher, 1926년 6월 3일 ~ 2012년 6월 18일)는 미국의 배우, 모델, 텔레비전 배우, 영화배우이다.
뉴로셸에서 태어났으며 윌리엄스버그에서 사망하였다. 사인은 당뇨병이다. 버지니아주에 매장되었다.

## 영화
- 딕 트레이시의 딜레마 (1947년)
- 허니문 (1947년)
- 독신남 (1947년)